# Caswell (Maine)
Caswell város az USA Maine államában, Aroostook megyében. Lakosainak száma 293 fő (2020. április 1.).

## Népesség
A település népességének változása:

| 2010 | 306 |
| 2020 | 293 |